# Notholaena leonina
Notholaena leonina är en kantbräkenväxtart som beskrevs av William Ralph Maxon. Notholaena leonina ingår i släktet Notholaena och familjen Pteridaceae. Inga underarter finns listade.